# جون روبسون (لاعب كرة قدم أسترالية)
جون روبسون (بالإنجليزية: John Robson)‏ هو لاعب كرة قدم أسترالية أسترالي، ولد في 12 يوليو 1933، وتوفي في 25 فبراير 2011.

## وصلات خارجية
- جون روبسون على موقع AustralianFootball.com (الإنجليزية)
- جون روبسون على موقع AFLtables.com (الإنجليزية)